# Nacala
Nacala és una ciutat de Moçambic amb rang de municipalitat, a la província de Nampula. Es troba a la badia de Bengo, d'aigües prou fondes per permetre l'arribada de vaixells de gran tonatge a totes hores, mentre que a Ilha de Moçambique només hi poden arribar quan puja la marinada. Un ferrocarril la uneix amb Nampula i amb Malawi. La seva comarca fou declarada zona especial de desenvolupament amb el nom de "Corredor de Desenvolvimento do Norte" ("CDN"), abraçant el territori entre Nacala i Malawi. Fou fundada el 1947 i va provocar la decadència final de la ciutat d'Ilha de Moçambique.

## Demografia
| Any  | Població |
| ---- | -------- |
| 1980 | 80,426   |
| 1997 | 164,309  |
| 2007 | 207,894  |